# دراکولا (فیلم ۱۹۵۸)
دراکولا (انگلیسی: Dracula) فیلمی در ژانر ترسناک به کارگردانی ترنس فیشر است که در سال ۱۹۵۸ منتشر شد. از بازیگران آن می‌توان به پیتر کوشینگ، کریستوفر لی، مایکل گاف، میلز مالسون و جورج بنسون اشاره کرد.